# Wolfram Fiedler

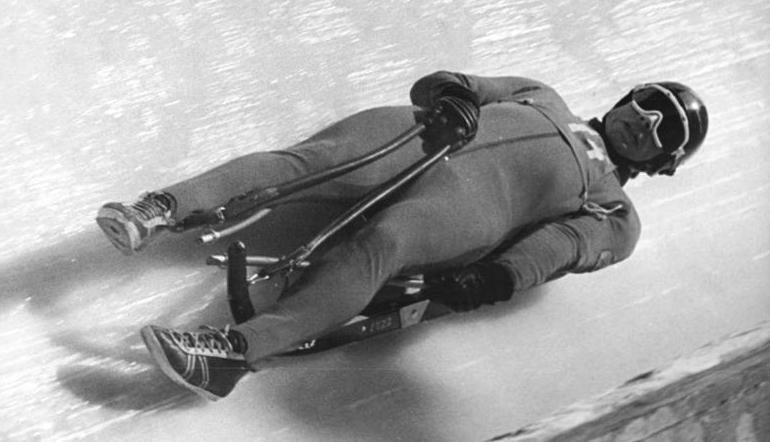
Fiedler (vor 1972)

Wolfram Fiedler (* 29. September 1951 in Ilmenau; † 11. April 1988 in Berlin) war ein Rennrodler aus der Deutschen Demokratischen Republik.
Seine sportliche Karriere startete Wolfram Fiedler bereits während seiner Schulzeit in der BSG Empor Ilmenau, in der er bis 1965 Mitglied war. Um sein Talent zu fördern, kam er 1965 zur Kinder- und Jugendsportschule Oberwiesenthal, wo er sich dem SC Traktor Oberwiesenthal anschloss. Der erste große sportliche Erfolg war der Gewinn der Bronzemedaille bei der Junioren-EM in Königssee 1968, es folgte der Titel des Junioren-Europameister 1969. 1972 wurde er sowohl Europameister im Einsitzer sowie jeweils Dritter im Einzel- und im Doppelwettkampf bei den Olympischen Winterspielen. Höhepunkt seiner Karriere war der Erfolg bei den Weltmeisterschaften 1975. Im selben Jahr wurde er zudem Vize-Europameister. Obwohl er 1976 die Europameisterschaften gewann, beendete er im selben Jahr seine Karriere. Anschließend war er als Trainer vor allem im Nachwuchssport tätig. Fiedler starb 1988 an Krebs. Heute trägt die Rennschlittenbahn Ilmenau seinen Namen.
1972 wurde Wolfram Fiedler für seine Leistungen mit dem Vaterländischen Verdienstorden in Bronze ausgezeichnet. Zum Ende seiner Sportkarriere 1976 erhielt er diese Auszeichnung erneut.